# 타이니 툰 어드벤처스: 버스터즈 배드 드림
《타이니 툰 어드벤처스: 버스터즈 배드 드림》는 트레저가 제작한 2002년 진행형 격투 게임이다. 애니메이션 《타이니 툰》에 기반한 게임으로 게임보이 어드밴스 플랫폼으로 제작됐다. 유럽에서 스윙! 엔터테인먼트 미디어 AG가 배급해 2002년 7월 5일 처음 출시됐으며, 북미 지역에선 2005년 컨스피러시 엔터테인먼트가 배급해 《타이니 툰 어드벤처스: 스캐리 드림즈》라는 제목으로 발매됐다.
플레이어는 버스터 버니를 조종하며 악몽 속에서 적들을 물리치고 꿈을 멈추려는 모험을 담았다. 파트너 시스템을 이용해 버스터의 친구들을 소환해 전투할 수 있는 것이 특징이다.

## 게임플레이
《타이니 툰 어드벤처스: 버스터즈 배드 드림》은 플랫폼 게임과 대전 격투 게임 요소들을 혼합해 콤보 기반의 격투 시스템을 채용했다.

## 참조

### 내용주
1. ↑  영어: Tiny Toon Adventures: Buster's Bad Dream
2. ↑  영어: Tiny Toon Adventures: Scary Dreams